# 崔琦 (東漢)
崔琦（？—？），字子瑋，涿郡安平縣（今屬河北省）人，和濟北相崔瑗同宗。著賦、頌、銘、誄、箴、吊、論、《九咨》、《七言》，共十五篇。

## 生平
崔琦年輕時到京師遊學，崔琦以文章博通聞名。永和年間舉孝廉，後來爲郎。河南尹梁冀聽聞崔琦很有才華，於是和他交爲朋友。
梁冀經常違反法紀，崔琦常引用古今成敗的例子勸諫他，但梁冀無法接受，於是崔琦作《外戚箴》。但梁冀仍不採納，失落之餘，又作《白鵠賦》勸諫梁冀。梁冀大怒，認為百位官員，各有各的職責，天下這麼大又不是只有他縱橫不法，覺得崔琦管太多了。崔琦對梁冀說：「古時候管仲擔任齊國的宰相，喜歡聽譏諷和勸諫的言語；蕭何輔佐漢朝，設置記錄自己過失的官吏。如今，將軍身居高位，和伊尹、周公一樣責任重大，可卻沒有聽聞將軍有任何德政，只有生靈塗炭。將軍不但不結交忠貞賢良以補救災難，反而想要堵塞眾人的嘴，蒙蔽陛下耳目，是打算讓天地變色，馬和鹿換形嗎！（趙高指鹿為馬之事）」梁冀無言以對，便將崔琦遣送回鄉。
崔琦被任命爲臨濟長，崔琦不敢去任職，解印綬後便離開。梁冀派刺客殺害崔琦。刺客見崔琦在田間耕田，懷中有書一卷，休息時就俯仰吟詠。刺客覺得崔琦挺可憐，便將實話告訴崔琦，說：「梁冀將軍派我來殺您，今日見您是一個賢人，我不忍下手，您應該趕快逃走，我也要就此亡命天涯了。」崔琦因此得以脫逃，但梁冀後來還是派人將崔琦捕殺。

## 著作
《隋書》有其《崔琦集》一卷。《新唐書》則是錄有《崔琦集》二卷。
崔琦漢賦《七蠲》受枚乘《七發》所影響。

### 七蠲考證
王先謙認為《太平御覽》、《初學記》、《藝文類聚》引崔琦《七蠲》六處，文選劉峻辨命論、曹植王仲宣誄、王康琚反招隱詩注，皆引作「七蠲」。只有崔琦傳作「七言」，是因為言蠲音近而訛傳，應該以蠲為準。

## 外部連結
- 國學導航《全後漢文》 （页面存档备份，存于）
- 國學導航《後漢書》 （页面存档备份，存于）

## 延伸阅读
[在维基数据编辑]
 《後漢書·卷80上》，出自范晔《後漢書》